# Campionato sudamericano maschile di pallavolo 1999
Il XXIII campionato sudamericano maschile di pallavolo si è svolto dal 28 agosto all'11 settembre 1999 a Córdoba, in Argentina. Al torneo hanno partecipato 10 squadre nazionali sudamericane e la vittoria finale è andata per la ventiduesima volta, la diciassettesima consecutiva, al Brasile.

## Squadre partecipanti
| - Argentina - Bolivia - Brasile - Cile - Colombia | - Ecuador - Paraguay - Perù - Uruguay - Venezuela |

## Gironi
| Girone A              | Girone B                                |
| --------------------- | --------------------------------------- |
| Cile Paraguay Uruguay | Bolivia Colombia Ecuador Perù Venezuela |

## Classifica finale
| Classifica | Squadre   |
| ---------- | --------- |
|            | Brasile   |
|            | Argentina |
|            | Venezuela |
| 4          | Uruguay   |
| 5          | Colombia  |
| 6          | Cile      |
| 7          | Paraguay  |
| 8          | Perù      |
| 9          | Bolivia   |
| 10         | Ecuador   |